# 呼和浩特盛樂國際機場
呼和浩特盛乐国际机场，是“十三五”、“十四五”现代综合交通运输体系中全国快速交通网重点项目，是《中国民用航空发展第十三个五年规划》的重大项目，呼和浩特市重大标志性工程。该项目自2012年10月启动，各项工作有序推进。该机场被定位为国内重要的干线机场、区域枢纽机场，京津冀机场群的主备降机场，一类航空口岸机场，国家“一带一路”战略的重要交通节点，是连接中国与俄罗斯等国家和地区的重要纽带。

## 机场位置
机场位于呼和浩特市西南方向，距呼和浩特市中心约38.5千米，位于中华人民共和国内蒙古自治区呼和浩特市和林格尔县巧什营镇，飞行区等级为4F，航站楼主楼、飞行区跑道滑行道系统按照满足2030年旅客吞吐量2800万人次、货邮吞吐量32万吨、飞机起降24.4万架次设计，航站楼指廊、货运、航食等按照满足2025年旅客吞吐量2200万人次、货邮吞吐量20万吨、飞机起降19.2万架次设计。该项目建设期初步定为4年，计划2023年12月全场工程竣工验收，2024年7月转场运行。呼和浩特新机场项目批复机场工程概算总投资231.1亿元人民币。项目资本金占总投资的50%，其中，国家安排中央预算内投资7.6亿元、民航发展基金22.3亿元；其余资金由内蒙古自治区和呼和浩特市人民政府按照1∶1的比例安排财政资金解决。
机场远期按照2050年旅客吞吐量6500万人次、货邮吞吐量80万吨、飞机起降51.1万架次进行规划，在原有跑道南北两侧各建设一条远距和一条近距跑道（飞行区指标均为4E级），跑道总数量达到4条；配套建设货运、航食等设施；并在T1航站楼东侧建设T2、T3航站楼，形成三楼一体格局，航站楼总面积达到70万平方米。

## 建设历程
2012年10月，内蒙古自治区启动呼和浩特新机场项目（呼和浩特白塔国际机场迁建）。
2014年10月，呼和浩特盛乐国际机场场址获中国民用航空局批复。
2016年7月，呼和浩特盛乐国际机场获国务院、中央军委联合批复。
2017年5月，呼和浩特盛乐国际机场获中国民用航空局出局行业审查意见。
2018年5月，呼和浩特盛乐国际机场变更环评获中华人民共和国环保部批复。
2019年1月2日，呼和浩特盛乐国际机场可行性研究报告获中华人民共和国国家发展和改革委员会批复；同年7月12日，呼和浩特盛乐国际机场总体规划获中国民用航空局批复；同年8月8日，《关于呼和浩特新机场项目机场工程（第一批）初步设计及概算的批复》获中国民用航空华北地区管理局和内蒙古自治区发展和改革委员会联合获批。 
2021年，呼和浩特新机场项目完成了航站楼混凝土结构主体工程建设（除轨道交通预留工程部分），轨道交通预留工程部分高低跨中板封顶，屋面钢结构工程建设完成工程量的42.5%。
2023年12月，呼和浩特盛乐国际机场建设项目航站楼主楼及屋面和幕墙工程已完工，西工作区机务维修机库已封顶，航食楼、货运区已完成基础施工和装饰工程，飞行区场道工程的道面和机坪工程完成87%以上。
2024年4月22日，中国民用航空局同意呼和浩特新机场命名为“呼和浩特盛乐国际机场”。5月8日，呼和浩特新机场空管工程塔台主体结构完成封顶。
根据2025年1月中国民航局空中交通管理局发布的《关于公布2025年全国航空情报数据变更计划的通知》，呼和浩特盛乐国际机场预计于11月27日通航，同时白塔机场关闭。

## 机场客运设施

### 航站楼
航站区主要建设26万平方米航站楼、5万平方米交通换乘中心和9.5万平方米的停车楼以及机务维修、消防救援等辅助生产生活设施，配套建设供电、给排水、供热、供冷等设施。航站区部分建设地下一层、地上三层的航站楼，内部立面与内装饰充分采用“盘长”和“万字锦纹”的蒙元文化符号，以体现民族文化元素和地域文化特色。

### 跑道及滑行道
新建2条间距2000米的平行跑道及滑行道系统，南跑道飞行区等级指标4F，长3800米、宽60米；北跑道飞行区等级指标4E，长3400米、宽45米，两条跑道主降方向均设置Ⅱ类精密进近系统，次降方向均设置Ⅰ类精密进近系统。

### 轨道交通
根据呼和浩特市交通运输局公示《呼和浩特市综合立体交通网规划（2021-2035年）》，轨道交通4号线被设定为南北向加密线及机场线，设站22座。中心城段全长17公里，设站17座，沿兴安路敷设；机场段设站6座，线路始于毫沁营片区，止于规划呼和浩特新机场。

### 空中交通服务通信设施通信频率
| ATIS     | 126.25 MHz |
| 塔台管制 | 118.1 MHz  |
| 地面管制 | 121.9 MHz  |
| 机坪管制 | 121.65 MHz |

## 資料來源
1. ↑  . 呼和浩特市人民政府.   [2024-04-23].
2. ↑  唐云. . 新华社. 2020-07-31  [2020-07-31]. （原始内容存档于2022-05-25）.
3. ↑  李海燕. . 中国民航网. 2013-11-09  [2024-05-29]. （原始内容存档于2024-05-29） （中文）.
4. 1 2 3 4 5  赵梦月; 张雪冬. . 人民网. 2020-07-30  [2024-05-29]. （原始内容存档于2024-05-29） （中文（中国大陆））.
5. ↑  郝芳芳; 李倩. . 呼和浩特新闻网. 2020-07-31 （中文）.
6. ↑  . 内蒙古自治区人民政府. 2018-05-29 （中文（中国大陆））.
7. 1 2  国家发展改革委. . 2019-01-02  [2019-01-02]. （原始内容存档于2024-04-04） （中文（中国大陆））.
8. ↑  李海燕. . 中国民航网. 2019-07-15  [2024-05-29]. （原始内容存档于2024-05-29） （中文（中国大陆））.
9. ↑  . 澎湃新闻. 2020-06-18  [2024-05-29]. （原始内容存档于2024-05-29） （中文（中国大陆））.
10. ↑  . www.huhhot.gov.cn.   [2024-04-04].
11. ↑  . 民航事儿. 2024-04-23  [2024-05-29]. （原始内容存档于2024-05-29） （中文（中国大陆））.
12. ↑  . nmg.news.cn.   [2024-05-29]. （原始内容存档于2024-05-29）.
13. ↑  . 央视新闻客户端. 2025-01-08  [2025-01-12].